# Valentino Gola
Valentino Gola (Genova, 14 febbraio 1898 – Genova, 9 febbraio 1952) è stato un calciatore italiano.

## Carriera
Giocò tra le file del Genoa nella stagione 1920-1921 totalizzando una presenza, nell'incontro perso uno a zero dai rossoblu contro la Sampierdarenese.
Con il Grifone raggiunse il secondo posto del girone semifinale A della Prima Categoria 1920-1921.